# Terapia ormonale sostitutiva (menopausa)
La terapia ormonale sostitutiva in menopausa è un trattamento medico che si applica alle donne in menopausa chirurgica, in perimenopausa e in postmenopausa. Il suo obiettivo è quello di ridurre il disagio causato dalla diminuzione di ormoni estrogeno e progesterone circolanti nella menopausa. Una combinazione di questa terapia è spesso raccomandata in quanto diminuisce l'iperplasia endometriale e il rischio di tumore  associato alla terapia di estrogeni non bilanciati. I principali ormoni coinvolti sono gli estrogeni, il progesterone e progestinici. Alcune terapie recenti includono anche l'uso di androgeni pure.

## Indicazioni controverse
Nel 2002 il National Institutes of Health e il Women's Health Initiative hanno raccolto risultati per tutte le cause di mortalità nelle donne che assumevano la terapia ormonale sostitutiva, non ritenendola più bassa di quando la terapia fosse stata iniziata in precedenza, tra i 50 e i 59 anni, ma più alta quando iniziata dopo i 60 anni. Nei pazienti più anziani, vi è stato un aumento dell'incidenza di tumore alla mammella, attacchi di cuore e ictus, anche se si è vista una ridotta incidenza di tumore del colon-retto e fratture ossee. A seguito di questi risultati, il numero delle donne che assume la terapia ormonale è sceso precipitosamente. Il Women's Health Initiative raccomanda che le donne con menopausa non chirurgica assumano la dose più bassa possibile di terapia ormonale sostitutiva per il più breve tempo possibile, al fine di ridurre al minimo i rischi associati.
Le attuali indicazioni formulate dalla Food and Drug Administration includono il trattamento a breve termine dei sintomi della menopausa, come le vampate di calore o l'atrofia urogenitale e la prevenzione dell'osteoporosi. Nel 2012, lo United States Preventive Services Task Force ha concluso che gli effetti nocivi della combinazione degli estrogeni e progestinici rischiano di superare, nella maggior parte delle donne, i benefici della prevenzione delle malattie. Uno studio pubblicato dalla Endocrine Society ha dichiarato che se assunta durante la perimenopausa, o nei primi anni della menopausa, la terapia ormonale comporta significativamente meno rischi rispetto a quanto pubblicato in precedenza e riduce la mortalità per la maggior parte delle pazienti. L'American Association of Clinical Endocrinology anche rilasciato una dichiarazione di posizione, nel 2009, che approva la terapia ormonale sostitutiva in determinati scenari clinici
- Quando è consigliata la TOS[9]? Non tutte le donne in menopausa hanno bisogno della TOS. Questa viene solitamente consigliata nei seguenti casi:
  - Menopausa precoce
  - Menopausa indotta o artificiale
  - Elevate difficoltà sessuali dovute all’atrofia e restringimento della vagina, con bruciori e dolori
  - Fragilità ossea elevata
  - Rischio osteoporosi
  - Rischio elevato di cardiopatia
  - Elevata frequenza e intensità delle vampate di calore, tanto da impedire ad una donna una vita normale
  - Alterazioni gravi dell’umore